# Freestyleskiën op de Olympische Winterspelen 2002
Freestyleskiën is een van de sporten die beoefend werden tijdens de Olympische Winterspelen 2002 in Salt Lake City, Verenigde Staten. 

## Heren

### Aerials
| rang   | sporter(s)           | land | punten |
| ------ | -------------------- | ---- | ------ |
| Goud   | Aleš Valenta         | CZE  | 257.02 |
| Zilver | Joe Pack             | USA  | 251.64 |
| Brons  | Aleksej Grisjin      | BLR  | 251.19 |
| 4      | Jeff Bean            | CAN  | 250.97 |
| 5      | Stanislav Kravtsjoek | UKR  | 246.30 |
| 6      | Brian Currutt        | USA  | 245.19 |
| 7      | Dmitri Dasjinski     | BLR  | 244.29 |
| 8      | Andy Capicik         | CAN  | 243.78 |

### Moguls
| rang   | sporter(s)       | land | punten |
| ------ | ---------------- | ---- | ------ |
| Goud   | Janne Lahtela    | FIN  | 27.97  |
| Zilver | Travis Mayer     | USA  | 27.59  |
| Brons  | Richard Gay      | FRA  | 26.91  |
| 4      | Jonny Moseley    | USA  | 26.78  |
| 5      | Tapio Luusua     | FIN  | 26.67  |
| 6      | Scott Bellavance | CAN  | 26.55  |
| 7      | Ryan Johnson     | CAN  | 26.55  |
| 8      | Mikko Ronkainen  | FIN  | 26.49  |

## Dames

### Aerials
| rang   | sporter(s)         | land | punten |
| ------ | ------------------ | ---- | ------ |
| Goud   | Alisa Camplin      | AUS  | 193.47 |
| Zilver | Veronica Brenner   | CAN  | 190.02 |
| Brons  | Deidra Dionne      | CAN  | 189.26 |
| 4      | Olga Koroleva      | RUS  | 188.37 |
| 5      | Li Nina            | CHN  | 185.23 |
| 6      | Anna Zoekal        | RUS  | 174.24 |
| 7      | Natalia Orekhova   | RUS  | 170.54 |
| 8      | Lydia Ierodiaconou | AUS  | 169.38 |

### Moguls
| rang   | sporter(s)      | land | punten |
| ------ | --------------- | ---- | ------ |
| Goud   | Kari Traa       | NOR  | 25.94  |
| Zilver | Shannon Bahrke  | USA  | 25.06  |
| Brons  | Tae Satoya      | JPN  | 24.85  |
| 4      | Jennifer Heil   | CAN  | 24.84  |
| 5      | Hannah Hardaway | USA  | 24.77  |
| 6      | Aiko Uemura     | JPN  | 24.66  |
| 7      | Ann Battelle    | USA  | 24.62  |
| 8      | Sandra Laoura   | FRA  | 24.12  |

## Medaillespiegel
| rang | land             | goud | zilver | brons | totaal |
| ---- | ---------------- | ---- | ------ | ----- | ------ |
| 1    | Australië        | 1    | 0      | 0     | 1      |
| 1    | Finland          | 1    | 0      | 0     | 1      |
| 1    | Noorwegen        | 1    | 0      | 0     | 1      |
| 1    | Tsjechië         | 1    | 0      | 0     | 1      |
| 5    | Verenigde Staten | 0    | 3      | 0     | 3      |
| 6    | Canada           | 0    | 1      | 1     | 2      |
| 7    | Frankrijk        | 0    | 0      | 1     | 1      |
| 7    | Japan            | 0    | 0      | 1     | 1      |
| 7    | Wit-Rusland      | 0    | 0      | 1     | 1      |
|      |                  | 4    | 4      | 4     | 12     |

Calgary 1988 · 
Albertville 1992 · 
Lillehammer 1994 · 
Nagano 1998 · 
Salt Lake City 2002 · 
Turijn 2006 · 
Vancouver 2010 · 
Sotsji 2014 · 
Pyeongchang 2018 · 
Peking 2022 
Lijst van olympische medaillewinnaars
Alpineskiën · Biatlon · Bobsleeën · Curling · Freestyleskiën · Kunstrijden · Langlaufen · Noordse combinatie · Rodelen · Schaatsen · Schansspringen · Shorttrack · Skeleton · Snowboarden · IJshockey